# Asura asuroides
Asura asuroides là một loài bướm đêm thuộc phân họ Arctiinae, họ Erebidae.